# Ninian Wærnér
Seth August Ninian Wærnér, född 12 december 1856 i Norrköping, död 8 oktober 1905 i Stockholm, var en svensk journalist och författare.
Ninian Wærnér var son till klädesfabrikören Carl August Petersson och Maria Sofia Wærnelius. Efter mogenhetsexamen i Nyköping 1877 studerade han till 1883 vid Uppsala universitet. Han avlade där 1880 juridisk-filosofisk preliminärexamen men verkar i övrigt mest ha ägnat sig åt att spela violoncell och delta i det studentikosa nöjeslivet, särskilt i att slåss med Uppsalas gesäller. Wærnér var enligt uppgifter mycket stark. 1883 reste han till Berlin för att studera violoncell och 1884 begav han sig till USA. Där slog han sig fram som journalist och var under elva år redaktör för en rad svenskamerikanska tidningar; 1884–1888 för Svenska Kuriren, största delen av tiden tillsammans med Gustaf Wicklund, och 1888–1889 Svenska Amerikanaren, båda i Chicago, 1889–1891 för Svenska Korrespondenten i Denver, 1891–1894 för Friskytten, till 1893 tillsammans med Gustaf Wicklund och 1894–1895 för Svenska Amerikanska Posten, de båda sistnämnda i Minneapolis. 1895 återvände han till Sverige, där han först var redaktör för Motala Posten till 1897 (1896–1897 även för Nya Mjölby Posten); 1897–1898 medarbetade han i Stockholms-Tidningen och 1898–1899 i Illustreradt Hvad Nytt, 1899–1902 utgav han skämttidningen Kläm, och från 1902 till sin död var han medarbetare i Fäderneslandet. Wærnér sökte sig särskilt i USA på olika litterära genrer. Han var uppskattad både i humoristisk och i sentimental stil, och hans livfulla, något fantastiska skildring Mina hundår i Amerika (1900) var på sin tid mycket läst. Hans främsta berömmelse kom främst genom Bref te Nyman Wærnor af C. A. Tollén (1899), som är utformad som brev till Wærnér av den påhittade nyrike svenskamerikanske skomakaren C. A. Tollén, som skall ha återvänt till Sverige och köpt en egendom nära Skänninge.